# Campeonato Europeo de Piragüismo en Aguas Tranquilas de 2010
El XII Campeonato Europeo de Piragüismo en Aguas Tranquilas se celebró en el concejo de Corvera (España) entre el 1 y el 4 de julio de 2010 bajo la organización de la Asociación Europea de Piragüismo (ECA) y la Real Federación Española de Piragüismo.
Las competiciones se realizaron en el canal de piragüismo acondicionado en el embalse de Trasona.

## Medallistas

### Masculino
| Evento            | Oro                                                                                    | Plata | Bronce                                                                              |
| ----------------- | -------------------------------------------------------------------------------------- | --- | ----------------------------------------------------------------------------------- |
| K1 200 m (04.07)  | Edward McKeever Reino Unido 35,580 s                                                   | Ronald Rauhe · Alemania · 35,747 s                                                                        | Piotr Siemionowski · Polonia · 36,127 s                                             |
| K2 200 m (04.07)  | Liam Heath Jonathan Schofield Reino Unido 31,872                                       | Saúl Craviotto Rivero · Carlos Pérez Rial · España · 31,910                                               | István Beé · Rudolf Dombi · Hungría · 32,202                                        |
| K1 500 m (04.07)  | Tamás Szalai · Hungría · 1:38,072                                                      | Anders Gustafsson · Suecia · 1:38,881                                                                     | Max Hoff · Alemania · 1:39,062                                                      |
| K2 500 m (04.07)  | Vadzim Majneu · Raman Piatrushenka · Bielorrusia · 1:28,818                            | Saúl Craviotto Rivero · Carlos Pérez Rial · España · 1:29,258                                             | Fernando Pimenta Emanuel Silva Portugal 1:29,658                                    |
| K1 1000 m (03.07) | Max Hoff · Alemania · 3:33,018                                                         | Aleh Yurenia · Bielorrusia · 3:34,148                                                                     | René Holten Poulsen Dinamarca 3:35,228                                              |
| K2 1000 m (03.07) | Martin Hollstein · Andreas Ihle · Alemania · 3:11,283                                  | Zoltán Kammerer · Ákos Vereckei · Hungría · 3:12,198                                                      | Diego Cosgaya Noriega · Emilio Merchán Alonso · España · 3:13,843                   |
| K4 1000 m (03.07) | Hendrik Bertz · Norman Bröckl · Marcus Groß · Tim Wieskötter · Alemania · 2:54,016     | Rudolf Dombi · Gergely Hadvina · Roland Kökény · Tamás Szalai · Hungría · 2:54,961                        | Daniel Havel · Ondřej Horský · Jan Souček · Jan Štěrba · República Checa · 2:55,316 |
| K1 5000 m (04.07) | Aleh Yurenia · Bielorrusia · 19:55,607                                                 | Max Hoff · Alemania · 19:58,904                                                                           | Ilia Medvedev · Rusia · 20:16,564                                                   |
| C1 200 m (04.07)  | Jevgenij Šuklin · Lituania · 40,031                                                    | Yuri Cheban · Ucrania · 40,305                                                                            | Ivan Shtyl · Rusia · 40,334                                                         |
| C2 200 m (04.07)  | Tomas Gadeikis · Raimundas Labuckas · Lituania · 35,940                                | Yevgueni Ignatov · Ivan Shtyl · Rusia · 36,322                                                            | Dzmitri Rabchanka · Aliaxandr Vauchetski · Bielorrusia · 37,096                     |
| C1 500 m (04.07)  | Dzianis Harazha · Bielorrusia · 1:48,259                                               | Mathieu Goubel Francia 1:49,876                                                                           | Tomasz Wylenzek · Alemania · 1:50,489                                               |
| C2 500 m (04.07)  | Alexandru Dumitrescu · Victor Mihalachi · Rumania · 1:38,642                           | Maksim Prokopenko Sergey Bezuqlıy Azerbaiyán 1:38,825                                                     | Dzmitri Rabchanka · Aliaxandr Vauchetski · Bielorrusia · 1:39,017                   |
| C1 1000 m (03.07) | Sebastian Brendel · Alemania · 3:59,106                                                | Mathieu Goubel Francia 3:59,996                                                                           | Pál Sarudi · Hungría · 4:00,786                                                     |
| C2 1000 m (03.07) | Maksim Prokopenko Sergey Bezuqlıy Azerbaiyán 3:34,115                                  | Alexei Korovashkov · Ilia Pervujin · Rusia · 3:34,745                                                     | Alexandru Dumitrescu · Victor Mihalachi · Rumania · 3:34,930                        |
| C4 1000 m (03.07) | Alexandr Kostoglod · Maxim Opalev · Pavel Petrov · Kiril Shamshurin · Rusia · 3:17,363 | Dzianis Harazha · Dzmitri Rabchanka · Dzmitri Vaitsishkin · Aliaxandr Vauchetski · Bielorrusia · 3:18,438 | Erik Rebstock · Ronald Verch · Chris Wend · Tomasz Wylenzek · Alemania · 3:19,084   |
| C1 5000 m (04.07) | Ronald Verch · Alemania · 23:10,386                                                    | José Luis Bouza · España · 23:18,546                                                                      | Marián Ostrčil · Eslovaquia · 23:20,018                                             |

### Femenino
| Evento            | Oro                                                                                           | Plata                                                                               | Bronce |
| ----------------- | --------------------------------------------------------------------------------------------- | ----------------------------------------------------------------------------------- | --- |
| K1 200 m (04.07)  | Natasa Janics · Hungría · 40,405 s                                                            | Marta Walczykiewicz · Polonia · 40,505 s                                            | María Teresa Portela · España · 40,591 s                                                                   |
| K2 200 m (04.07)  | Natasa Janics · Katalin Kovács · Hungría · 37,668                                             | Ivana Kmeťová · Martina Kohlová · Eslovaquia · 38,059                               | Fanny Fischer · Carolin Leonhardt · Alemania · 38,090                                                      |
| K1 500 m (04.07)  | Danuta Kozák · Hungría · 1:49,010                                                             | Katrin Wagner-Augustin · Alemania · 1:49,250                                        | Rachel Cawthorn Reino Unido 1:49,564                                                                       |
| K2 500 m (04.07)  | Natasa Janics · Katalin Kovács · Hungría · 1:39,627                                           | Yuliana Salajova · Anastasiya Sergueyeva · Rusia · 1:40,190                         | Marta Walczykiewicz · Ewelina Wojnarowska · Polonia · 1:41,678                                             |
| K4 500 m (04.07)  | Tina Dietze · Fanny Fischer · Nicole Reinhardt · Katrin Wagner-Augustin · Alemania · 1:30,719 | Dalma Benedek · Tamara Csipes · Danuta Kozák · Gabriella Szabó · Hungría · 1:30,805 | Beatriz Manchón Portillo · Sonia Molanes Costa · María Teresa Portela · Jana Šmidáková · España · 1:32,914 |
| K1 1000 m (03.07) | Rachel Cawthorn Reino Unido 3:58,346                                                          | Franziska Weber · Alemania · 4:00,806                                               | Beata Mikołajczyk · Polonia · 4:01,276                                                                     |
| K2 1000 m (03.07) | Tamara Csipes · Gabriella Szabó · Hungría · 3:34,659                                          | Yuliana Salajova · Anastasiya Sergueyeva · Rusia · 3:36,254                         | Tina Dietze · Carolin Leonhardt · Alemania · 3:38,769                                                      |
| K1 5000 m (04.07) | Lani Belcher Reino Unido 22:22,457                                                            | Tamara Csipes · Hungría · 22:29,359                                                 | Maryna Pautaran · Bielorrusia · 22:33,297                                                                  |

## Medallero
| Núm. | País            | Oro | Plata | Bronce | Total |
| ---- | --------------- | --- | ----- | ------ | ----- |
| 1    | Alemania        | 6   | 4     | 5      | 15    |
| 2    | Hungría         | 6   | 4     | 2      | 12    |
| 3    | Reino Unido     | 4   | 0     | 1      | 5     |
| 4    | Bielorrusia     | 3   | 2     | 3      | 8     |
| 5    | Lituania        | 2   | 0     | 0      | 2     |
| 6    | Rusia           | 1   | 4     | 2      | 7     |
| 7    | Azerbaiyán      | 1   | 1     | 0      | 2     |
| 8    | Rumania         | 1   | 0     | 1      | 2     |
| 9    | España          | 0   | 3     | 3      | 6     |
| 10   | Francia         | 0   | 2     | 0      | 2     |
| 11   | Polonia         | 0   | 1     | 3      | 4     |
| 12   | Eslovaquia      | 0   | 1     | 1      | 2     |
| 13   | Suecia          | 0   | 1     | 0      | 1     |
| 13   | Ucrania         | 0   | 1     | 0      | 1     |
| 15   | Dinamarca       | 0   | 0     | 1      | 1     |
| 15   | Portugal        | 0   | 0     | 1      | 1     |
| 15   | República Checa | 0   | 0     | 1      | 1     |
|      | TOTAL           | 24  | 24    | 24     | 42    |